# Microligea palustris
La reinita coliverde, o cigüita cola verde o chipe de cola verde (Microligea palustris) es una especie de ave paseriforme de la familia Phaenicophilidae, antes situada en Parulidae, la única perteneciente al  género Microligea. Es endémica de La Española y los islotes adyacentes (República Dominicana y Haití).

## Distribución y hábitat
Su hábitat natural son los bosques de la isla de la Española desde el nivel del mar hasta los 2500 m de altitud. Es un ave insectívora que generalmente busca alimento a nivel del suelo y del sotobosque. La población de la isla Beata se considera una subespecie diferente al resto: M. palustris vasta.

## Descripción
Mide entre 12–14 cm de longitud, con la cola larga. El plumaje de sus partes superiores es verde oliváceo, con la cabeza grisácea. En cambio sus partes inferiores son blanquecinas. Presenta un anillo ocular blanco y el iris de los ojos de los adultos es rojo y castaño en los juveniles. Las poblaciones que habitan en los terrenos altos suelen ser más grandes que los que viven en las zonas bajas.

## Sistemática

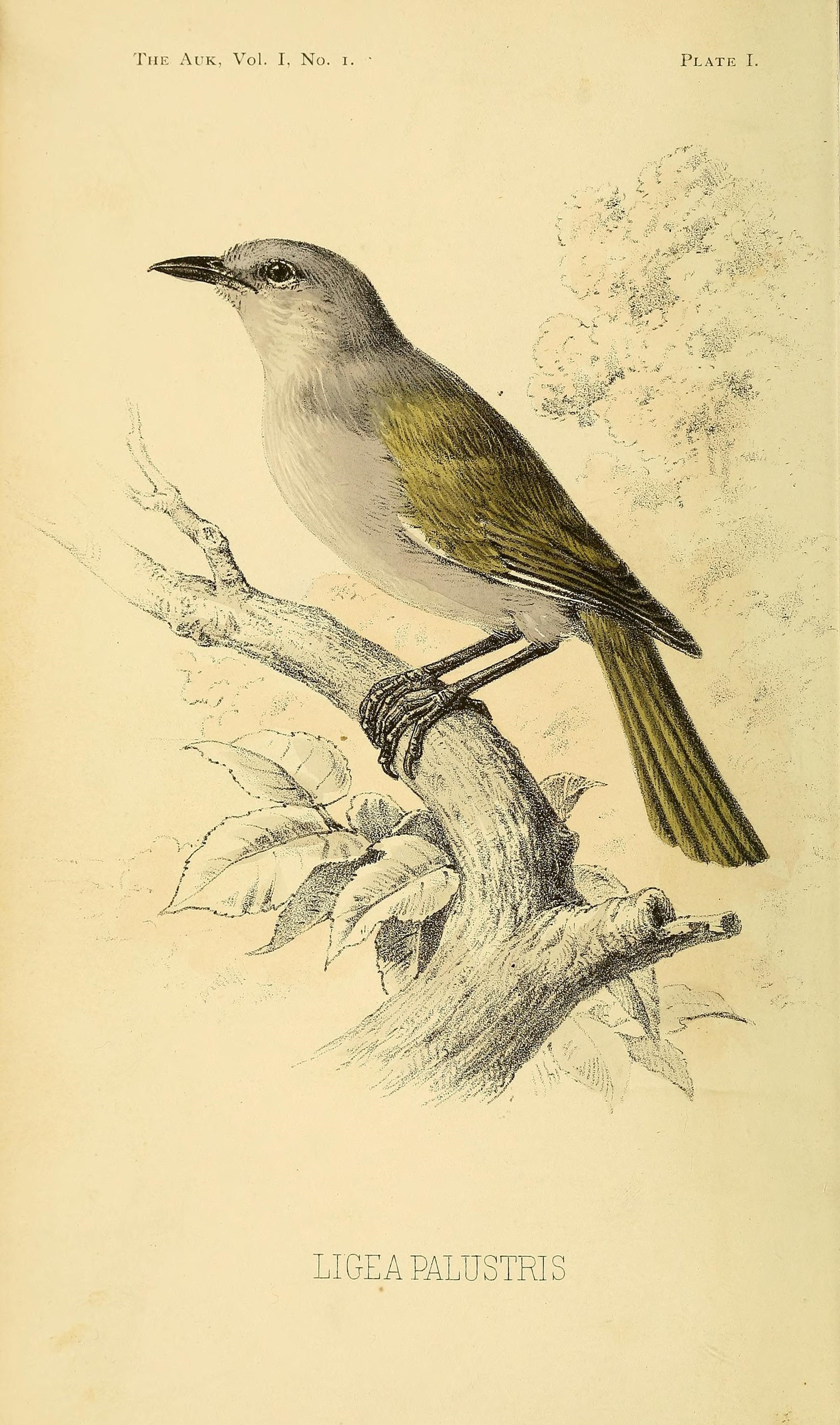
Ligea palustris, ilustración en la descripción original, The Auk, 1884.

### Descripción original
La especie M. palustris fue descrita por primera vez por el ornitólogo estadounidense Charles Barney Cory en 1884 bajo el nombre científico Ligea palustris; su localidad tipo es: «Santo Domingo; restringido posteriormente para Villa River, República Dominicana».
Inicialmente fue incluida en un género propio Ligea propuesto por Cory en la misma publicación de la descripción original; pero luego a seguir, al verificarse que el género estaba pre-ocupado, el mismo Cory propuso el género Microligea.

### Etimología
El nombre genérico femenino Microligea se compone de las palabras del griego «mikros»: ‘pequeño’, y del género «Ligea» que significa ‘ninfa del bosque’, ‘dríada’; y el nombre de la especie «palustris» proviene del latín y significa ‘pantanoso’.

### Taxonomía
Generalmente se clasificaba en la familia Parulidae. Recientemente los análisis genéticos han revelado que se encuentra demasiado alejado de Parulidae para estar incluido allí y que se encuentra más cercano a Thraupidae, y que pertenecería al mismo clado que los géneros Xenoligea y Phaenicophilus, por lo que provisionalmente se le clasificó como incertae sedis. Finalmente, con base en los estudios de Barker et al. (2013) y (2015), se clasificó en la familia Phaenicophilidae, junto a Phaenicophilus y Xenoligea.

### Subespecies
Según las clasificaciones del Congreso Ornitológico Internacional (IOC) y Clements Checklist/eBird v.2019 se reconocen dos subespecies, con su correspondiente distribución geográfica:
- Microligea palustris palustris (Cory, 1884) - áreas montanas de la Española.
- Microligea palustris vasta Wetmore & Lincoln, 1931 - tierras bajas áridas de la Española y la isla Beata.